# Beinahunfall
Ein Beinahunfall oder Beinaheunfall (englisch: Near Accident oder Near Miss) ist ein plötzlich eintretendes, ungeplantes Ereignis, das keine nennenswerten Verletzungen, Krankheiten oder Sachschäden zur Folge hat, aber das Potenzial dazu hatte.

## Konzept
Als Near Miss werden Beinahefehler bzw. Beinaheunfälle bezeichnet, die rechtzeitig entdeckt und daher ohne Folgen geblieben sind. Demnach sind damit umfasst:
- unsichere Zustände
- unsichere Handlungen
- versteckte Gefahren
- Risikopotenziale
- Beinaheunfälle
- Schwachstellen
- sicherheitswidriges Verhalten

## Konzeptdefinition
Ein Beinahefehler ist ein Fehler, wobei das Abweichverhalten rechtzeitig erkannt wird und so ein tatsächlicher Fehler vermieden wird. Als Beinahefehler gilt jedes Vorkommnis, das unerwünschte Folgen hätte haben können, es im konkreten Fall jedoch nicht hatte. Beinahefehler unterscheiden sich von Fehlern durch das Ergebnis.

## Arbeitnehmerschutz
Arbeitnehmerschutz und Sicherheitsmanagement beginnt bereits bei der Betriebsanlagenplanung und der Arbeitsvorbereitung. Nur durch laufende Verbesserungen kann ein hohes Sicherheitsniveau erreicht und gehalten werden. Die betriebliche Praxis zeigt, dass ernste Unfälle nur die Spitze des Eisberges – der Unfallpyramide – darstellen. Die Basis bilden Beinahearbeitsunfälle. Um zu vermeiden, dass aus möglichen Gefahrenquellen tatsächlich Unfälle werden, wurde ein System zur vorbeugenden Unfallverhütung entwickelt.
Durch den Aufbau eines Nearmiss könne die Anzahl der Unfälle, gemessen durch die internationale Kennzahl für Arbeitsunfälle (TRI = Total Recordable Injuries = Summe der Verletzungen), deutlich reduziert werden. Die weltbesten Unternehmen erreichen eine TRI von 2,5 pro 1 Million geleisteter Arbeitsstunden. Im Vergleich dazu lag der Durchschnitt in Österreich im Jahr 2007 bei rund 30 Unfällen. 

## Fehlerkultur
Anhand von Erfahrung aus den Ultra Safe Industrien sei ersichtlich geworden, dass eine Null-Fehler-Kultur nicht zweckmäßig und auch nicht zielführend sei, sondern die Zukunft der Risikoverminderung in einem positiven Umgang mit Fehlern liegt, der so genannten Fehlerkultur.

### Fehler- statt Null-Fehler-Kultur
Die eigene Erfahrung ermögliche fundamentaleres Lernen als Verbote und schlecht verstandene Regeln oder dogmatisch praktizierten Anweisungen, die Fehlern vorbeugen sollen. Bei der Verbreitung dieser Einstellung in der Arbeitswelt hätten im Jahr 2007 einige europäische Länder im Vergleich zu den angelsächsisch geprägten Ländern Aufholbedarf. Die Kultur der Organisation müsse ein solches Umfeld schaffen, das Handeln, welches zu Fehlern führt, nicht zu strafen, sondern als Potenzial in den begangenen Fehlern zu erkennen. Daher sei es eine zwingende Notwendigkeit, den Umgang mit Fehlern zu systematisieren und eine Fehlerkultur aufzubauen.

### Beinahefehler als Verbesserungspotenzial
Jedem ernsthaften Unfall gehen eine Vielzahl kleinerer Unfälle und Zwischenfälle voraus. Die Früherkennung und Behebung dieser Beinaheunfälle (Nearmiss) ermögliche eine effektive Vermeidung des Erreichens höherer Stufen in der Sicherheitspyramide. Um die große Zahl an Beinaheunfällen in einer Organisation erfassen und bearbeiten zu können, sei ein systematisches Vorgehen unabdingbar. Ein Nearmiss-System sollte die folgenden Stufen umfassen:
- Identifizieren
- Melden
- Analysieren
- Entwickeln von Lösungsansätzen
- Verlautbaren der Lösungsansätze
- Lösung
- Kontrolle

### Entwicklung einer Fehlerkultur
- Reduktion von Fehlern im Ablauf und Schadensfällen.
- Reduktion von Risiken, die mit der betrachteten Organisation in Verbindung stehen.
- Identifikation sonstiger Verbesserungspotenziale in Hinblick auf Anlagenverfügbarkeit, Personensicherheit und -gesundheit.
- Verbesserung der Fehlerkultur.
- Implementierung einer bedienungsfreundlichen Software zur Erfassung, Auswertung und Verfolgung von Fehlern und Near Miss.
- Erstellen eines Maßnahmenprogramms zur Erreichung der gewünschten Verbesserungen.